# Chiroderma doriae
Chiroderma doriae — вид родини листконосові (Phyllostomidae), ссавець ряду лиликоподібні (Vespertilioniformes, seu Chiroptera).

## Опис
Загальна довжина від 7 до 8 см і вага від 27 до 33 грам. Має коротку морду. Має сірувато коричневе хутро на більшій частині тіла з сіруватим або темно-коричневим низом. Є чітка біла смуга по середині спини, і менші білі смуг над очима, що тягнуться від вух до носа. Вуха округлі та відносно короткі. 

## Середовище проживання
Країни поширення: Бразилія, Парагвай. Зустрічається в різних місцях проживання, таких як первинні та вторинні ліси, невеликі лісові фрагменти, посівні площі і навіть міські парки.

## Звички
Мало що відомо про його природну історію. Вважається, переважно плодоїдний. Найактивніший після півночі.

## Загрози та охорона
Обмеження ареалу і поява в місцях проживання суворого антропогенного тиску є загрозою.